# Колесников, Юрий Васильевич
Юрий Васильевич Колесников (укр. Юрій Васильович Колесников; 11 марта 1956, Ворошиловград — 21 декабря 2016, Луганск) — советский и украинский футболист, выступавший на позиции нападающего. Мастер спорта СССР (1977). Сыграл 68 матчей (16 голов) в высшей лиге СССР и 12 игр в высшей лиге Украины.

## Биография
Воспитанник луганского футбола, первый тренер Владимир Иванович Коваленко, затем тренировался в спортинтернате (ШИСП) у Вадима Дмитриевича Добижи. С 1974 года играл за дубль «Зари» в первенстве дублёров. В 1975 году был призван в армию и в этот период выступал за смоленскую «Искру», в её составе выиграл титул чемпиона РСФСР (1976).
В 1977 году вернулся в Луганск и за следующие два с половиной сезона провёл 68 матчей и забил 16 голов в составе «Зари» в высшей лиге СССР. Дебютный матч на высшем уровне сыграл 5 июля 1977 года против ленинградского «Зенита». Впервые отличился 18 мая 1978 года, сделав дубль в ворота московского «Торпедо». В сезоне 1979 стал лучшим бомбардиром команды с 10 мячами, однако «Заря» в этом сезоне вылетела из высшей лиги. Колесников продолжал играть за клуб в первой и второй лигах и всего провёл в составе «Зари» 464 матча и забил 81 гол. В 1980-е годы был переведён на позицию полузащитника. В 1986 году стал чемпионом Украинской ССР (среди команд второй лиги).
В 1989—1990 годах выступал за «Стахановец» на уровне коллективов физкультуры, позднее вернулся в «Зарю». Принимал участие в двух первых сезонах независимого чемпионата Украины. В конце карьеры играл на любительском уровне за «Горняк» из Брянки.
По числу проведённых матчей за «Зарю» Колесников занимает второе место в истории, уступая Анатолию Куксову, а по числу забитых голов занимает третье место, уступая Куксову и Александру Малышенко.
После окончания игровой карьеры в течение 20 лет работал тренером в СДЮШОР «Заря», также в течение двух лет тренировал любительский клуб «Шахтёр».